# Gunnar Norrman
 Gunnar Norrman  (* 28. Mai 1912 in Malmö; † 11. April 2005 in Lomma) war ein schwedischer Maler und Grafiker.

## Leben
Nach dem Abitur begann Gunnar Norrman mit einem naturwissenschaftlichen Studium an der Universität in Lund. Er studierte Botanik, Zoologie, Chemie und Genetik. 1934 hatte er sein Debüt als Maler und Zeichner beim Kunstverein Schonen. 1938 machte er das Staatsexamen und unternahm seine erste Reise nach Paris. Im Frühling 1941 begann er mit Studien an der Radierschule der Kunstakademie Stockholm und widmete sich von nun an ganz dem Zeichnen und der Graphik (Lithographie und Radierung) in schwarzweiß. 1958 erhielt Gunnar Norrman ein Stipendium für Experimente mit Kaltnadelradierungen vom 70-Jahresfond König Gustav VI. Adolf. Ab 1976 ließ er seine Druckgraphik in einer Kunstdruckerei am Möhnesee in Deutschland drucken. Ab diesem Zeitpunkt gibt es größere Auflagen seiner Werke. 1979 illustriert er die Gedichtanthologie „Die Natur in unserem Herzen“. Bei einer Ausstellung 1980 in New York wurden Werke von Gunnar Norrman von dem Metropolitan Museum of Art und von dem New York Public Library angekauft. Seine Werke sind in über 20 Museen in Schweden und im Ausland vertreten.

## Wichtige Einzelausstellungen (Auswahl)
- 1942 Malmö: Museum
- 1945 Göteborg: Lorensbergs Konstsalong
- 1947 Stockholm: Hahnes Konstsalong
- 1950 Skanska: Konsthall
- 1952 Södertalje: Konsthall,
- 1953 Göteborg: Lorensbergs Konstsalong
- 1955 Malmö: SDS-hallen
- 1965 Lund: Krognoshuset
- 1967 Hoganas Museum; Kalmar Museum
- 1972 Kristianstad: Museum
- 1973 Düsseldorf
- 1975 Stockholm: Konstnärhuset
- 1978 Basel: Art 9
- 1979 London; Paris: Fiac
- 1980 New York
- 1982 Malmö: Konsthall (Retrospektive)

## Preise und Auszeichnungen
- 1979 Prinz Eugen Medaille